# Специальные премии «Золотой орёл»
Специальные премии «Золотой орёл» вручаются ежегодно Национальной Академией кинематографических искусств и наук России с 2005 года.

## Список лауреатов

### 2000-е
| Год  | Церемония | Фотография лауреата | Лауреат              | За что присуждена премия                   |
| ---- | --------- | ------------------- | -------------------- | ------------------------------------------ |
| 2005 | 3-я       |                     | Евгений Самойлов     | За беззаветную преданность искусству       |
| 2005 | 3-я       |                     | Фрэнсис Форд Коппола | За выдающийся вклад в киноискусство        |
| 2006 | 4-я       |                     | Георгий Данелия      | За верность профессии                      |
| 2006 | 4-я       |                     | Роберт Де Ниро       | За выдающийся вклад в мировой кинематограф |
| 2007 | 5-я       |                     | Роман Полански       | За выдающийся вклад в мировой кинематограф |
| 2007 | 5-я       |                     | Эдуард Гимпель       | За верность профессии                      |
| 2008 | 6-я       |                     | Владимир Наумов      | За выдающийся вклад в мировой кинематограф |
| 2009 | 7-я       |                     | Фэй Данауэй          | За выдающийся вклад в мировой кинематограф |
| 2009 | 7-я       |                     | Алексей Петренко     | За вклад в киноискусство                   |

### 2010-е
| Год  | Церемония | Фотография лауреата | Лауреат             | За что присуждена премия |
| ---- | --------- | ------------------- | ------------------- | --- |
| 2010 | 8-я       |                     | Анук Эме            | За выдающийся вклад в мировой кинематограф |
| 2010 | 8-я       |                     | Олег Стриженов      | За вклад в киноискусство |
| 2011 | 9-я       |                     | Клаудиа Кардинале   | За выдающийся вклад в мировой кинематограф |
| 2011 | 9-я       |                     | Григорий Добрыгин   | От компании ОАО «МегаФон» специальный приз «Будущее зависит от тебя» |
| 2012 | 10-я      |                     | Валентин Гафт       | За вклад в киноискусство |
| 2013 | 11-я      |                     | Виктор Вексельберг  | За вклад в отечественный кинематограф, за поддержку фонда помощи ветеранам кино «Урга — территория любви»                                                                 |
| 2013 | 11-я      |                     | Вадим Юсов          | За вклад в мировой кинематограф |
| 2014 | 12-я      |                     | Георгий Данелия     | За неувядаемый талант и мужество — за работу над полнометражным анимационным фильмом «Ку! Кин-дза-дза»                                                                    |
| 2014 | 12-я      |                     | Марк Захаров        | За выдающийся вклад в российский кинематограф — его картины «Обыкновенное чудо», «Тот самый Мюнхгаузен», «Формула любви» заслужили зрительскую любовь ещё много лет назад |
| 2015 | 13-я      |                     | Станислав Говорухин | За вклад в российский кинематограф |
| 2015 | 13-я      |                     | Иван Твердовский    | Специальный приз президиума Академии |
| 2016 | 14-я      |                     | Никита Михалков     | За вклад в мировой кинематограф |
| 2017 | 15-я      |                     | Василий Ливанов     | За вклад в историю российского кинематографа |
| 2018 | 16-я      |                     | Александр Калягин   | За вклад в русский кинематограф |
| 2019 | 17-я      |                     | Василий Лановой     | За вклад в киноискусство |

### 2020-е
| Год  | Церемония | Фотография лауреата | Лауреат            | За что присуждена премия                      |
| ---- | --------- | ------------------- | ------------------ | --------------------------------------------- |
| 2020 | 18-я      |                     | Алиса Фрейндлих    | За вклад в российский кинематограф            |
| 2021 | 19-я      |                     | Светлана Дружинина | За вклад в российский кинематограф            |
| 2022 | 20-я      |                     | Сергей Шакуров     | За вклад в киноискусство                      |
| 2023 | 21-я      |                     | Владимир Наумов    | За вклад в российский кинематограф            |
| 2024 | 22-я      |                     | Карен Шахназаров   | За вклад в киноискусство                      |
| 2024 | 22-я      |                     | Анатолий Мукасей   | За выдающийся вклад в российский кинематограф |
| 2024 | 22-я      |                     | Юлия Пересильд     | Первая актриса-космонавт                      |
| 2025 | 23-я      |                     | Алексей Рыбников   | За вклад в российский кинематограф            |